# Dipoena santacatarinae
Espèce
Dipoena santacatarinae est une espèce d'araignées aranéomorphes de la famille des Theridiidae.

## Distribution
Cette espèce est endémique du Brésil. Elle se rencontre dans les États du Rio Grande do Sul, de Santa Catarina, du Paraná, de São Paulo, de Rio de Janeiro et du Minas Gerais.

## Description
Le mâle holotype mesure 1,3 mm et la femelle paratype 1,7 mm.

## Étymologie
Son nom d'espèce lui a été donné en référence au lieu de sa découverte, l'État de Santa Catarina.

## Publication originale
- Levi, 1963 : American spiders of the genera Audifia, Euryopis and Dipoena (Araneae: Theridiidae). Bulletin of the Museum of Comparative Zoology, vol. 129, no 2, p. 121-185 (texte intégral).